# فرار (فیلم ۱۹۹۱)
فرار یا دویدن (به انگلیسی: Run) فیلمی محصول سال ۱۹۹۱ و به کارگردانی جف باروز است. در این فیلم بازیگرانی همچون پاتریک دمپسی، کلی پرستون، کن پوگ، شان مک‌کان، کریستوفر لاوفورد، پیتر ویلیامز، لاکلین مونرو، مایکل روگرز و ببز چولا ایفای نقش کرده‌اند.